# 科林斯維爾 (伊利諾伊州)
科林斯維爾（英語：Collinsville）是一個位於美國伊利諾伊州麥迪遜縣和聖克萊爾縣的城市。

## 地理
科林斯維爾的座標為38°40′28″N 89°59′43″W / 38.67444°N 89.99528°W，而該地的平均海拔高度為169米（即554英尺）。

## 人口
根據2010年美國人口普查的數據，科林斯維爾的面積為38.46平方千米，當中陸地面積為37.96平方千米，而水域面積為0.50平方千米。當地共有人口25579人，而人口密度為每平方千米665.08人。